# Graptopetalum grande
Graptopetalum grande är en fetbladsväxtart som beskrevs av Alexander. Graptopetalum grande ingår i släktet Graptopetalum och familjen fetbladsväxter. Inga underarter finns listade i Catalogue of Life.